# 第39回全日本大学サッカー選手権大会
第39回全日本大学サッカー選手権大会は1990年11月20日から11月25日にかけて開催された全日本大学サッカー選手権大会である。東海大学が2年ぶり2回目の優勝を果たした。

## 概要
9地域の代表15校と総理大臣杯全日本大学サッカートーナメント優勝校が参加した。

### 大会日程
- 1990年11月20日 - 1回戦
- 1990年11月21日 - 準々決勝
- 1990年11月23日 - 準決勝
- 1990年11月25日 - 決勝

### 開催競技場
- 国立競技場（決勝）
- 西が丘サッカー場（1回戦・準々決勝・準決勝）
- 駒沢競技場（1回戦・準々決勝）
- 平塚競技場（1回戦）
- 等々力陸上競技場（1回戦）

## 出場大学
- 順天堂大学（総理大臣杯優勝・5年連続7回目）
- 札幌大学（北海道代表・3年連続21回目）
- 東北学院大学（東北代表・7年ぶり8回目）
- 国士舘大学（関東第2代表・3年連続8回目）
- 東海大学（関東第3代表・5年連続5回目）
- 早稲田大学（関東第4代表・2年ぶり19回目）
- 青山学院大学（関東第5代表・初[1]）
- 金沢大学（北信越代表・5年連続16回目）
- 愛知学院大学（東海代表・2年連続10回目）
- 大阪商業大学（関西第1代表・11年連続22回目）
- 京都産業大学（関西第2代表・2年ぶり6回目）
- 大阪経済大学（関西第3代表・11年ぶり7回目）
- 広島大学（中国代表・5年ぶり7回目）
- 高知大学（四国代表・3年連続7回目）
- 福岡大学（九州第1代表・6年連続18回目）
- 鹿屋体育大学（九州第2代表・2年ぶり2回目）

## 試合日程・結果

### 1回戦
| 1990年11月20日 |

| 順天堂大学                               | 4 - 3 | 鹿屋体育大学              |
| 棚田 前4分 · 森山 前10分 · 森山2 (1PK) , |       | 谷川 前14分 · 重野 前18分 |

| 西が丘サッカー場 |

| 1990年11月20日 |

| 金沢大学 | 0 - 7 | 青山学院大学                               |
|          |       | 大本 · 亀谷2 , · 戸倉 · 高須 · 柳沢 · 池田 |

| 西が丘サッカー場 |

| 1990年11月20日 |

| 東海大学    | 2 - 0 | 札幌大学 |
| 永林 · 澤登 |       |          |

| 平塚競技場 |

| 1990年11月20日 |

| 愛知学院大学  | 2 - 3 | 京都産業大学     |
| 中野浩 · 柴田 |       | 泉 · 増原 · 亀井 |

| 平塚競技場 |

| 1990年11月20日 |

| 国士舘大学  | 2 - 0 | 広島大学 |
| 本街 · 杉山 |       |          |

| 等々力陸上競技場 |

| 1990年11月20日 |

| 東北学院大学            | 3 - 3 延長 (PK 4-3) | 大阪経済大学     |
| 田端 · 斎藤 (PK) · 山田 |                     | 長谷川2 , · 堀元 |

| 等々力陸上競技場 |

| 1990年11月20日 |

| 早稲田大学     | 4 - 0 | 福岡大学 |
| 大倉3 , · 古賀 |       |          |

| 駒沢競技場 |

| 1990年11月20日 |

| 高知大学 | 0 - 4 | 大阪商業大学            |
|          |       | 杉山 · 黒田 · 林 · 川本 |

| 駒沢競技場 |

### 準々決勝
| 1990年11月21日 |

| 順天堂大学 | 0 - 0 延長 (PK 4-3) | 青山学院大学 |
|            |                     |              |

| 西が丘サッカー場 |

| 1990年11月21日 |

| 東海大学                    | 4 - 0 | 京都産業大学 |
| 加藤望 · 金 · 山口素 · 澤登 |       |              |

| 西が丘サッカー場 |

| 1990年11月21日 |

| 国士舘大学            | 4 - 1 | 東北学院大学 |
| 吉田 · 野田2 , · 本街 |       | 菊池啓       |

| 駒沢競技場 |

| 1990年11月21日 |

| 早稲田大学                   | 5 - 1 | 大阪商業大学 |
| 相馬 · 塚野 · 小椋 · 池田2 , |       | 奥井         |

| 駒沢競技場 |

### 準決勝
| 1990年11月23日 |

| 順天堂大学 | 0 - 1 | 東海大学    |
|            |       | 澤登 後35分 |

| 西が丘サッカー場 |

| 1990年11月23日 |

| 国士舘大学 | 1 - 1 延長 (PK 5-4) | 早稲田大学 |
| 杉山       |                     | 中嶋       |

| 西が丘サッカー場 |

### 決勝
| 1990年11月25日 |

| 東海大学           | 2 - 2 再延長 (PK 5-4) | 国士舘大学         |
| 田坂 · 上村 後29分 |                       | 新村 · 永井 後22分 |

| 駒沢競技場 |

## 最終結果
| 第39回全日本大学サッカー選手権大会 優勝チーム |
| --------------------------------------------- |
| 東海大学 2年ぶり2回目                         |

### 表彰

#### 最優秀選手賞
- 澤登正朗（東海大学）

#### 優秀選手賞
- ベストGK: 岡中勇人（東海大学）
- ベストDF: 本街直樹（国士舘大学）
- ベストMF: 野田知（国士舘大学）
- ベストFW: 金相煥（東海大学）

## 主な出場選手
- 岡中勇人（東海大学）
- 山口素弘（東海大学）
- 澤登正朗（東海大学）
- 礒貝洋光（東海大学）
- 加藤望（東海大学）
- 金相煥（東海大学）
- 田坂和昭（東海大学）
- 野田知（国士舘大学）
- 本街直樹（国士舘大学）
- 永井秀樹（国士舘大学）
- 新村泰彦（国士舘大学）
- 大嶽直人（順天堂大学）
- 棚田伸（順天堂大学）
- 森山泰行（順天堂大学）
- 相馬直樹（早稲田大学）
- 池田伸康（早稲田大学）
- 大倉智（早稲田大学）
- 古賀聡（早稲田大学）
- 戸倉健一郎（青山学院大学）
- 杉山弘一（大阪商業大学）
- 長谷川祥之（大阪経済大学）